# Tibiao
Tibiao é um município de  quarta classe de renda municipal (d) na província Antique, nas Filipinas. De acordo com o censo de 1 de maio  de  2020 possui uma população de 28 703 pessoas e 6 925 domicílios.